# Coprinellus pyrrhanthes
Coprinellus pyrrhanthes är en svampart som först beskrevs av Henri Romagnesi, och fick sitt nu gällande namn av Redhead, Vilgalys & Moncalvo 2001. Coprinellus pyrrhanthes ingår i släktet Coprinellus och familjen Psathyrellaceae.   Inga underarter finns listade i Catalogue of Life.